# Footballeur paraguayen de l'année
Le prix du Footballeur paraguayen de l'année est un prix remis chaque année au meilleur joueur de football paraguayen. Il a officiellement été remis pour la première fois en 1997, et c'est le journal Diario ABC Color qui le présente chaque année. Pour être élu, un joueur peut jouer dans n'importe quel club du monde. Il peut aussi être naturalisé paraguayen.

## Gagnants
| Année | Joueur                  | Club(s)                         |
| ----- | ----------------------- | ------------------------------- |
| 1997  | Carlos Gamarra          | Benfica Lisbonne                |
| 1998  | Carlos Gamarra          | S.C. Corinthians                |
| 1999  | Roque Santa Cruz        | Club Olimpia Bayern Munich      |
| 2000  | José Cardozo            | Deportivo Toluca                |
| 2001  | Roberto Acuña           | Real Saragosse                  |
| 2002  | José Cardozo            | Deportivo Toluca                |
| 2003  | José Cardozo            | Deportivo Toluca                |
| 2004  | Justo Villar            | Newell's Old Boys               |
| 2005  | Julio dos Santos        | Cerro Porteño                   |
| 2006  | Óscar Cardozo           | Club Nacional Newell's Old Boys |
| 2007  | Salvador Cabañas        | Club América                    |
| 2008  | Claudio Morel Rodríguez | Boca Juniors                    |
| 2009  | Óscar Cardozo           | Benfica Lisbonne                |
| 2010  | Lucas Barrios           | Borussia Dortmund               |
| 2011  | Pablo Zeballos          | Club Olimpia                    |
| 2012  | Pablo Aguilar           | Sportivo Luqueño Club Tijuana   |
| 2013  | Ángel Romero            | Cerro Porteño                   |
| 2014  | Fernando Fernández      | Club Guaraní                    |
| 2015  | Derlis González         | Dynamo Kiev                     |
| 2016  | Rodrigo Rojas           | Cerro Porteño                   |
| 2017  | Miguel Almirón          | Atlanta United                  |
| 2018  | Miguel Almirón          | Atlanta United                  |
| 2019  | Roque Santa Cruz        | Olimpia                         |
| 2020  | non attribué            | non attribué                    |
| 2021  | Gustavo Gómez           | Palmeiras                       |
| 2022  | Miguel Almirón          | Newcastle United                |
| 2023  | Mathías Villasanti      | Grêmio                          |
| 2024  | Diego Gómez             | Inter de Miami                  |